# Hermann Gerlinger
Hermann Lorenz Gerlinger (* 14. Juli 1931 in Würzburg) ist ein deutscher Unternehmer und Kunstsammler.

## Leben
Die Grundschule und das Gymnasium besuchte Gerlinger in Würzburg. Es folgte ein Hochschulstudium in München zum Diplom-Ingenieur für Heizungs- und Haustechnik. Anschließend führte er bis 1987 in seiner Heimatstadt Würzburg den von seinem Vater übernommenen mittelständischen Betrieb für Haustechnik. 1987 verkaufte er das Unternehmen.
Im Jahre 1959 heiratete er seine Frau Hertha, die Ehe blieb kinderlos. Über 50 Jahre hinweg sammelte Gerlinger Werke der Brücke-Maler und trug so nahezu 1000 Kunstwerke zusammen. Von 1995 bis 2001 zeigten Hermann Gerlinger und seine Frau Hertha ihre Brücke-Sammlung als Dauerleihgabe im Schleswig-Holsteinischen Landesmuseum Schloss Gottorf. Im Frühjahr 2001 trennten sich das Museum und der Sammler, woraufhin er die Werke dem Kunstmuseum Moritzburg Halle (Saale) als Dauerleihgabe zur Verfügung stellte. Aus dieser Sammlung fanden bis 2017 zahlreiche Ausstellungen in Halle (Saale) statt. Im November 2016 gaben die Kulturstiftung Sachsen-Anhalt, zu der das Kunstmuseum Moritzburg Halle (Saale) gehört, und Hermann Gerlinger bekannt, dass der Dauerleihvertrag zum Mai 2017 beendet wird. Der Sammler hat eine für Vertragsverletzungen durch die Moritzburg vorgesehene Ausstiegsklausel genutzt. Im Vorfeld war ein Selbstporträt von Karl Schmidt-Rottluff in der Obhut des Museums verloren gegangen.
Anfang März 2017 informierte Hermann Gerlinger die Öffentlichkeit, dass seine Sammlung als Leihgabe für zehn Jahre mit der Option zur Verlängerung an das Buchheim Museum, Bernried gehen wird. Die erste Ausstellung eröffnete am 28. Oktober 2017 mit dem Titel Brückenschlag: Gerlinger - Buchheim. Durch die Zusammenführung der Bestände Gerlingers mit denen des Buchheim Museums entsteht der, neben dem des Berliner Brücke-Museums, mit über 2.000 Werken bedeutendste Bestand der 1905 in Dresden gegründeten Künstlergruppe.
Innerhalb von vier Jahren beginnend ab 2022 wird die Sammlung in mehreren Schritten im Münchener Aktionshaus Ketterer versteigert werden. Der Erlös soll an Hilfsorganisationen gehen. Im Rahmen einer Vergleichsvereinbarung gegen Erhalt einer Abstandszahlung wurde im September 2021 das Leihverhältnis mit dem Buchheim Museum, Bernried vorzeitig beendet.

## Die Sammlung „Die Maler der Brücke“

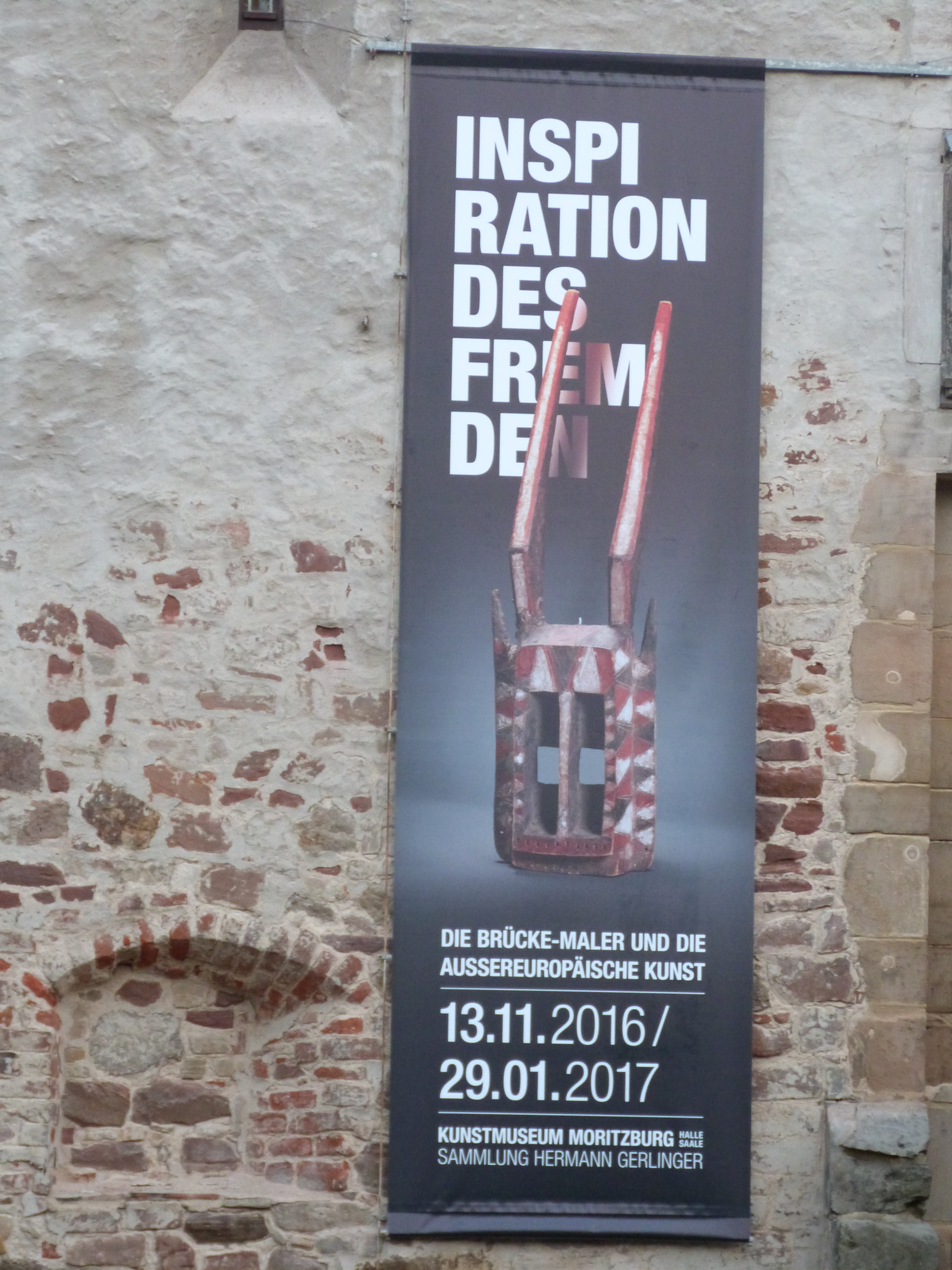
Inspiration des Fremden - Letzte Ausstellung der Sammlung Hermann Gerlinger im Kunstmuseum Moritzburg Halle (Saale)

Die Sammlung von Hermann Gerlinger ist den Malern der Brücke gewidmet: den Gründungsmitgliedern Ernst Ludwig Kirchner, Erich Heckel, Karl Schmidt-Rottluff und Fritz Bleyl sowie den später beigetretenen Künstlern Emil Nolde, Hermann Max Pechstein, Cuno Amiet, Akseli Gallen-Kallela und Otto Mueller. In ihrer systematischen Geschlossenheit ist die Sammlung nahezu einzigartig. Sie vereint Werke aus allen Schaffensphasen der Künstler – von den frühesten Anfängen über den gemeinsamen Gruppenstil bis zum individuellen Spätwerk. Insbesondere zu Karl Schmidt Rottluff konnte Gerlinger dank seines persönlichen Kontakts zu dem Künstler einen monografisch dichten Sammlungsstrang zusammentragen. Quantitativ und qualitativ ebenbürtig sind die Bestände zu Kirchner und Heckel.
Mit seinem auf Ganzheit zielenden Sammlungsansatz bezieht Gerlinger neben Gemälden, Aquarellen, Zeichnungen und Druckgrafiken auch Dokumente, Plakate, Einladungen, Exlibris, Jahresmappen, Skulpturen und Kunsthandwerk der Brücke-Künstler mit ein. Im Ganzen umfasst die immer noch im Wachsen begriffene Sammlung ungefähr 1.030 Titel. Darunter sind derzeit 48 Gemälde von Brücke-Künstlern. Auch Werke aus dem afrikanischen Kulturkreis gehören zu den Beständen, mit denen der Einfluss außereuropäischer Kunst auf die Brücke dokumentiert werden soll. Zu diesem Thema veranstaltete das Kunstmuseum Moritzburg Halle (Saale) 2016/17 die letzte Präsentation aus der Sammlung Hermann Gerlinger mit dazugehörigem Katalog.

## Ehrungen
1999 wurde Hermann Gerlinger mit der Ehrenprofessur des Landes Schleswig-Holstein von der damaligen Ministerpräsidentin Heide Simonis „in Anerkennung und in Würdigung seiner kunsthistorischen und publizistischen Arbeit sowie seiner bedeutenden Beiträge zur Erforschung und Dokumentation des deutschen Expressionismus“ ausgezeichnet.
Im Oktober 2009 wurde dem Ehepaar Gerlinger die Ehrenbürgerwürde der Stadt Halle (Saale) und 2013 der Verdienstorden des Landes Sachsen-Anhalt verliehen. Im Juni 2018 erhielten beide den Bayerischen Verdienstorden.